# La Pat i en Mike
La Pat i en Mike (títol original en anglès Pat and Mike) és una pel·lícula estatunidenca de George Cukor, estrenada el 1952.

## Argument
Un manager s'enamora d'una de les esportistes a qui vol representar.

## Repartiment
- Katharine Hepburn: Pat Pemberton
- Spencer Tracy: Mike Conovan
- Aldo Ray: Davie Hucko
- William Ching: Collier Weld
- Sammy White: Barney Grau
- George Mathews: Spec Cauley
- Frank Ricassos: Sam Garsell
- Jim Backus: Charles Barry
- Charles Bronson: Henry Tasling
- Chuck Connors: Policia

## Nominacions
La pel·lícula va estar nominada a diverses categories, que no va guanyar:
- Oscar al millor guió original per Ruth Gordon i Garson Kanin
- Globus d'Or a la millor actriu musical o còmica per Katharine Hepburn
- BAFTA a la millor actriu estrangera per Katharine Hepburn